# 큰곰자리 4 b
큰곰자리 4 b (또는 큰곰자리 파이2 b)는 큰곰자리 방향으로 지구로부터 약 252광년 떨어진 곳에 있는 외계 행성이다. 질량은 목성의 7배 정도로 중간질량 슈퍼목성형(Ib)으로 분류할 수 있다. 태양~지구 간격보다 가까운 거리를 타원 궤도를 그리면서 돌고 있기 때문에 이 행성의 1년은 지구의 약 4분의 3에 불과하다. 공전 속도 역시 지구보다 12 퍼센트 더 빠르다.
반진폭 수치 역시 초당 215.6미터로 빠른데, 이는 b가 슈퍼목성급으로 무거운 천체이며 항성으로부터 비교적 가까운 곳에 있기 때문이다. 행성의 반지름은 아마도 목성보다 약간 작을 것으로 보이는데, 이는 자체 중력 때문에 압축되어 있을 것이기 때문이다.

## 같이 보기
- 아인 b
- 큰곰자리 47 b
- 테이블산자리 파이 b

## 참고 문헌
- (영어) M.P. Doellinger, A. P. Hatzes, L. Pasquini, E. W. Guenther, M. Hartmann, L. Girardi, M. Esposito (2007). “Discovery of a planet around the K giant star 4 UMa”. 《Arxiv》. 2015년 11월 6일에 원본 문서에서 보존된 문서. 2009년 6월 21일에 확인함. 다음 글자 무시됨: ‘2007-06-21’ (도움말)